# Achilles (voornaam)
Achilles is een jongensnaam die afkomstig is van het Griekse Achilleus, waarvan de betekenis onbekend is. De naam is het bekendst als die van een held uit de Trojaanse Oorlog en hoofdpersonage van Homeros' werk de Ilias.

## Varianten
De volgende namen (o.a.) zijn varianten of afgeleiden van Achilles:
- Achiel, Achille, Achilleus, Achillius

## Heiligen
Achilles kan verwijzen naar meerdere heiligen:
- Achilleus van Rome, een martelaar tijdens de vervolgingen van Diocletianus
- een van drie martelaren uit de derde eeuw onder keizer Caracalla: Felix, Fortunatus en Achilleus
- Achillius van Larissa
- Achilleus Kewanuka (1869-1886)

## Bekende naamdragers

### Achilles
- Achilles Mussche, Vlaams dichter, essayist en (toneel)schrijver
- Achilles Tatius, Grieks-Alexandrijns schrijver uit de 3e eeuw

### Achiel
- Achiel Bruneel, Belgisch wielrenner
- Achiel Buysse, Belgisch wielrenner
- Achiel Lauwers, Belgisch priester
- Achiel Logghe, Belgisch priester
- Achiel Van Acker, Belgisch politicus
- Achiel Van Malderen, Vlaams acteur en toneelregisseur

### Achille
- Achille Chainaye, Belgisch beeldhouwer
- Achille Chavée, Belgisch dichter
- Achille Daroux, Frans politicus
- Achille Delattre, Belgisch politicus
- Achille Locatelli, Italiaans geestelijke

## Overige
- Achiel (stripfiguur), stripfiguur uit Suske en Wiske